# Croissant-Rouge tunisien
 (mai 2015).
La Croissant-Rouge tunisien (CRT) est une association humanitaire tunisienne fondée en 1956, après l'indépendance du pays. Le CRT est l'une des sociétés nationales du Mouvement international de la Croix-Rouge et du Croissant-Rouge.

## Principes et valeurs
Elle est basée sur sept principes :
1. l'humanité ;
2. l'impartialité ;
3. la neutralité ;
4. l'indépendance ;
5. le volontariat ;
6. l'unité ;
7. l'universalité.

## Objectifs
Ses objectifs principaux sont :
- le développement des capacités dans le déploiement en cas de situation d'urgence ;
- la collecte et l'analyse d'informations.

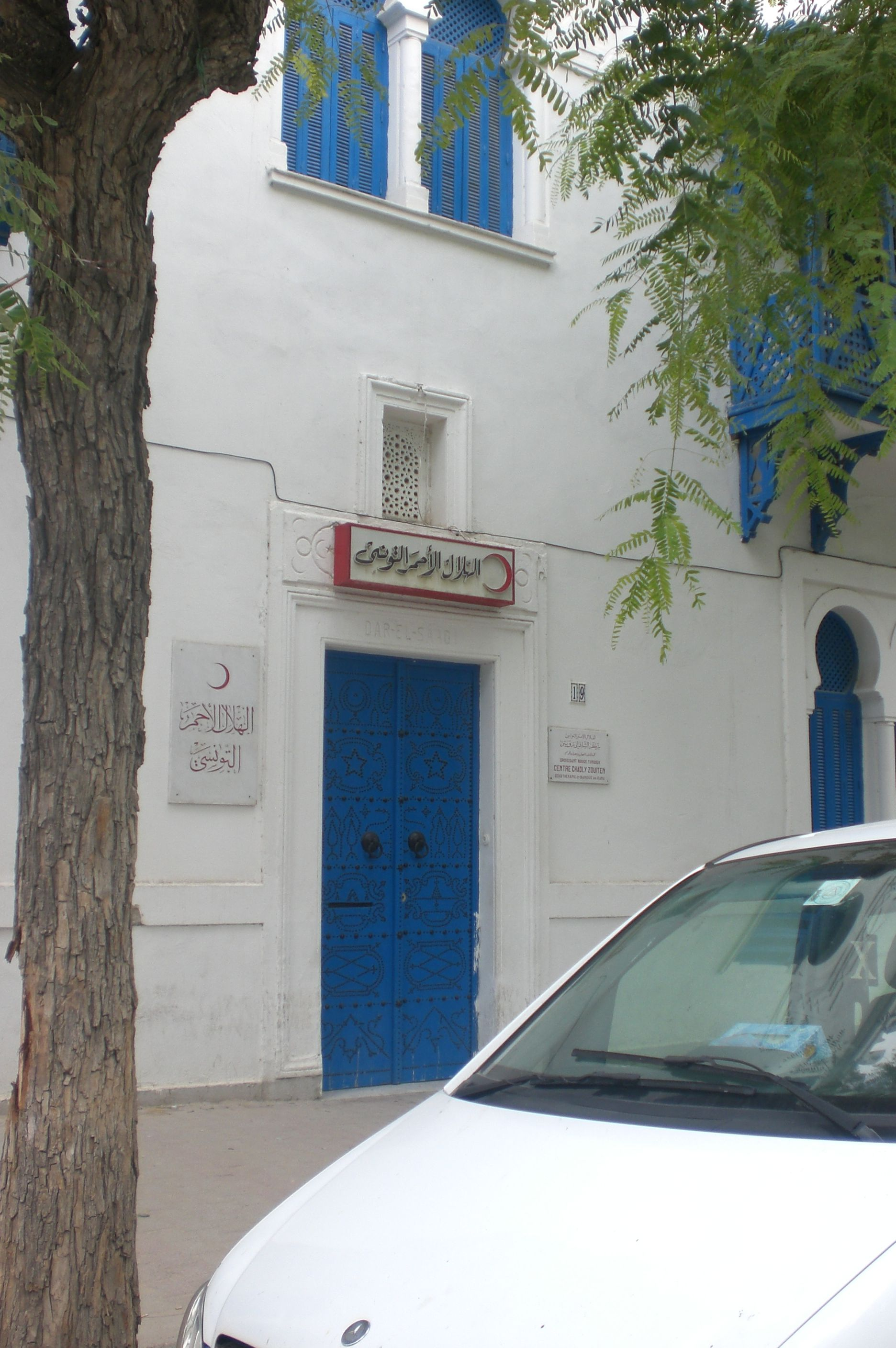
Entrée du siège du Croissant-Rouge sur la rue d'Angleterre à Tunis.
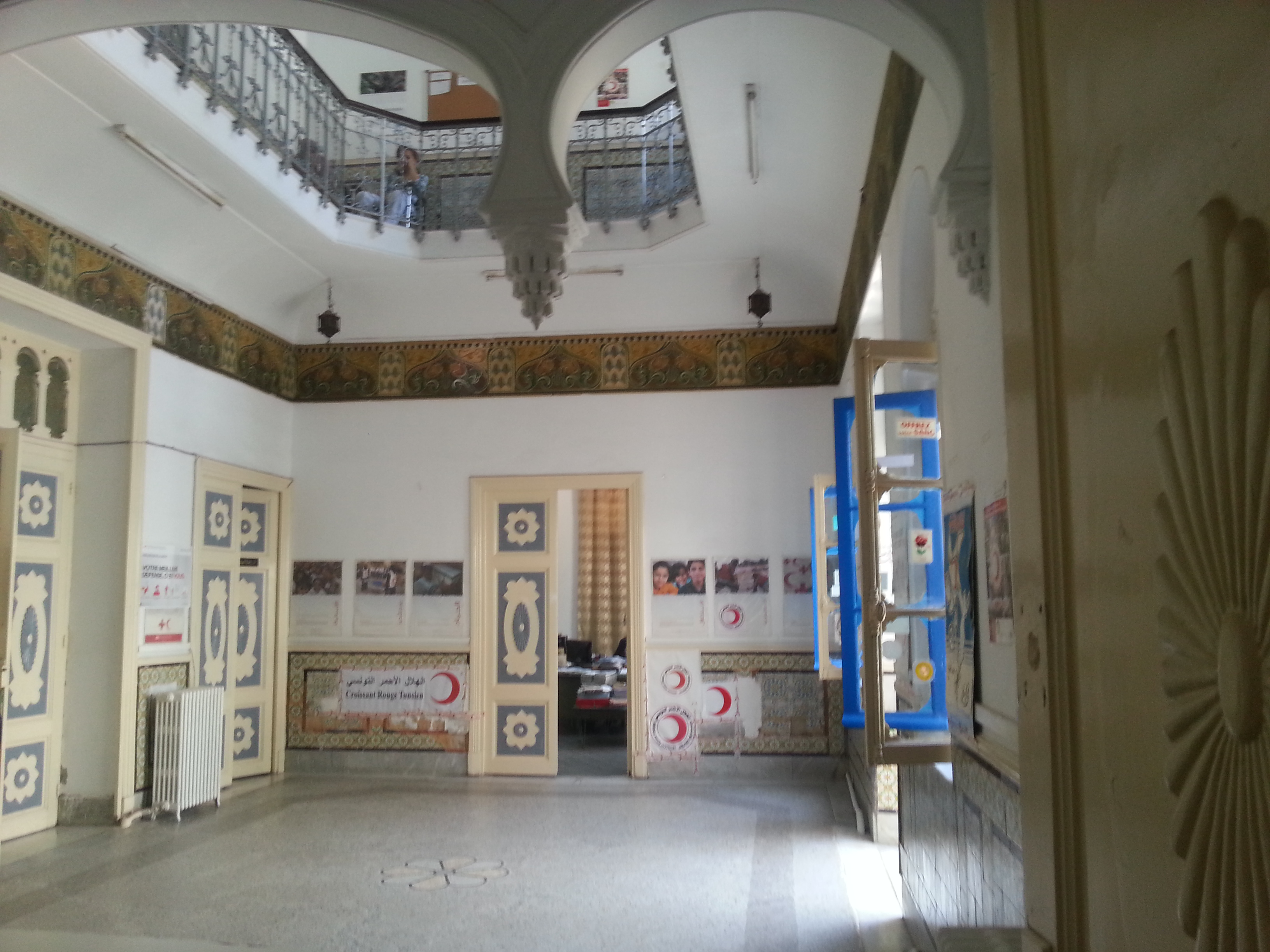
Siège du Croissant-Rouge.
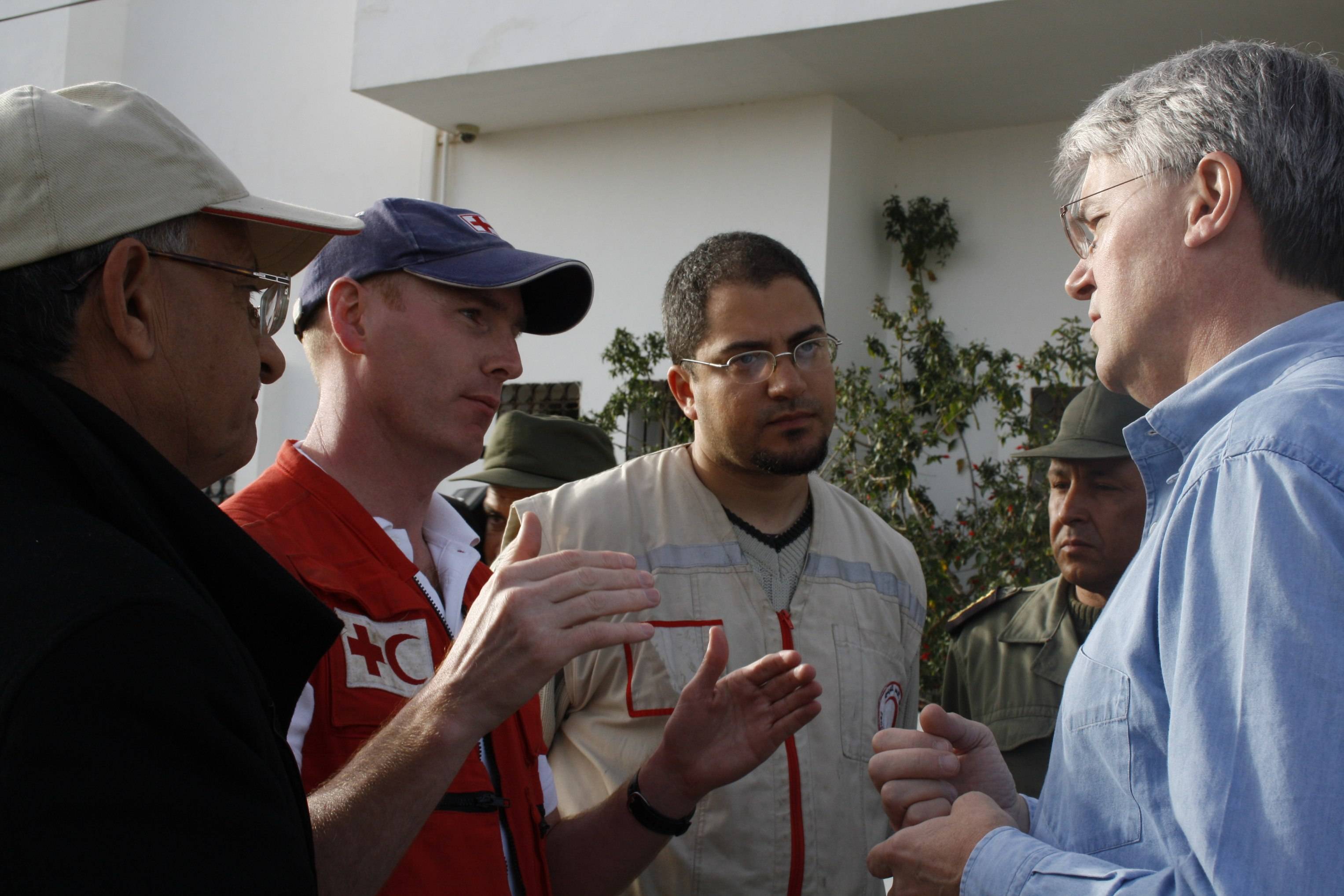
Représentants du Croissant-Rouge au camp de réfugiés de Choucha.